# Ичабо
Остров Ичабо (англ. Ichaboe Island) — остров площадью 6,5 га в бухте Людериц в Намибии. Расположен в 1,5 км от берега, в 48 км от порта Людериц. На острове гнездится большая колония морских птиц. В XIX веке на острове велась масштабная добыча гуано; гуано и сейчас регулярно вывозится с острова по мере его накопления. С 1994 года остров принадлежит Намибии.
Вместе с одиннадцатью соседними островами Ичабо составляет группу, известную под названием острова Пингвинов.

## Природа
Остров невысок и поднимается над уровнем моря лишь на несколько метров, с запада он частично защищён от океанского прибоя коралловым рифом. Небольшая группа тюленей живёт на рифе круглый год, однако, несмотря на то, что ежегодно здесь рождается несколько детёнышей, его нельзя с полным правом назвать тюленьим лежбищем, так как численность колонии невелика.
На острове гнездится самая большая в Намибии колония капских олушей. Её численность, однако, постоянно падает. Считается, что это результат интенсивного рыболовства, которое лишает птиц корма, и использования стационарных рыболовных сетей, в которых птицы запутываются в больших количествах.
Популяция африканских пингвинов на острове — вторая по численности в Намибии. В 1994 году в ней насчитывалось более 10 000 особей, однако в 2000 её численность упала до 6500. Причины этого не ясны, но недостаток корма — наиболее вероятное объяснение. Часть пингвинов могла мигрировать к северу на соседний остров Меркьюри, однако прирост тамошней колонии не так велик, как убыль пингвиньей колонии на Ичабо.
Кроме того, на острове гнездится большое количество бакланов.

## Гуано
Поначалу остров изредка посещали лишь охотники на тюленей. Положение радикально изменилось после того, как в 1828 году остров посетил капитан Бенджамин Морель, который сообщил о наличии на острове залежей птичьего помета восьмиметровой толщины. Масштабные разработки гуано начались в 1843 году, пик добычи пришёлся на 1845 год; временами до 6000 человек одновременно занимались сбором гуано, а на рейде ожидали погрузки до 450 кораблей. Всего тогда с острова было вывезено в Европу более 300 000 тонн гуано. С тех пор сбор гуано на острове производился регулярно, по мере его накопления. В 1980-х годах объявлялись концессии на сбор гуано также с близлежащих островов Меркьюри и Посешн, однако реально работы велись только на Ичабо. В последний раз остров очищался от гуано в 2000 году; специальные представители властей следят, чтобы сборщики как можно меньше тревожили населяющих остров птиц. Для того, чтобы гуано не смывалось в море, по периметру острова был насыпан земляной вал, в местах выхода на берег пингвинов в нём оставлены проходы, чтобы пингвины могли попасть вглубь острова.
Остров находится в ведении министерства рыбных и морских ресурсов Намибии. Сотрудники министерства осуществляют постоянный мониторинг численности морских птиц на острове. Из-за крайней уязвимости островной экосистемы доступ на остров без специального разрешения министерства запрещён.

## История
В 1867 году Ичабо вместе с соседними прибрежными островами (Меркьюри, Посешн, Пенгуин, Альбатрос и другими) был аннексирован Великобританией, а в 1874 году включён в состав Капской колонии (нынешняя ЮАР). Когда близлежащее африканское побережье вошло в состав Германской Юго-Западной Африки, острова остались британским владением, давая, таким образом, британцам права на эксплуатацию ресурсов окружающего их моря. В 1994 году острова, вместе с южно-африканским анклавом Уолфиш-Бей, перешли под контроль Намибии.